# Emilio Munda
Pour les articles homonymes, voir Munda.
Emilio Munda (né le 14 janvier 1982 à Fermo) est un auteur-compositeur, arrangeur musical et producteur italien.
Il a composé des chansons pour Il Volo, Umberto Tozzi, Francesco Renga, Nina Zilli,,, Gemelli Diversi, Nomadi, Dear Jack, Pquadro, Michele Bravi,, Valerio Scanu, Silvia Mezzanotte, Alina Nicosia, Simonetta Spiri et pour d'autres artistes du talent de la télévision italienne: The Voice of Italy, Amici di Maria De Filippi et X Factor,,

## Vie et carrière
Emilio Munda est né à Fermo, en Italie centrale, en 1982. Sa famille l'a initié à la musique à l'âge de quatre ans, quand il a commencé à apprendre à jouer la batterie.
Plus tard, à l'âge de douze ans, il a commencé à écrire ses premières chansons et au fil des années, il a appris à jouer du piano, claviers, guitare acoustique et électrique, guitare basse et la batterie par lui-même. Ensuite, il a commencé à expérimenter avec des chansons  modernes.
Sa  première collaboration importante a commencé lorsque certaines de ses compositions ont été choisis par Silvia Mezzanotte (chanteuse de Matia Bazar) pour figurer dans son album solo Lunatica en 2008.
La chanson Non c'è contatto, en particulier, a été choisi comme premier single de l'album qui étais accompagnée par une vidéo mettant en vedette l'actrice Carolina Crescentini. Emilio a également organisé l'été de Mezzanotte single Nell'aria, ainsi que la création des arrangements du spectacle vivant pour son "Lunatica Tour", comme "Intro", "Séquenceur" et d'autres parties instrumentales. 
Toujours en 2008, une autre de ses chansons Un tuffo nel vuoto a été libéré dans le cadre de l'album A24 par Pquadro: un duo originaire de populaire émission de télé talent Amici di Maria De Filippi qui figurait parmi les gagnants au Sanremo 57e Festival.
Ensuite, Emilio a agi en tant que co-auteur et arrangeur pour leur single Anime di vetro,, avec la collaboration de Nomadi violoniste Sergio Reggioli. Emilio a écrit encore de la musique pour le spectacle Amici, dont le premier exemplaire single de l'émission Il gusto del caffè, la chanson a été effectuée par Valeria Romitelli; la première chanteuse choisie pour participer  au spectacle en première soirée.
Dans la même année Munda écrit pour Umberto Tozzi le single Cerco ancora te, qui a été inclus dans l'album Non solo live. La chanson a été plus tard réédité en France, en Belgique et en Suisse dans le cadre de "Yesterday", les plus grands succès internationaux de la collection de la chanson.

## Collaborations récentes
In 2010 Emilio Munda a remporté un concours international de composition organisé par le chanteur Francesco Renga. Après sa victoire, on a lui  offert un contrat d'exclusivité de 3 ans à travailler avec Renga lui mème.
Les chansons originales de Munda ont été inclus dans le cadre de Un giorno bellissimo l'album de Renga . La chanson a reçu un disque d'or aux Wind Music Awards 2011. Une des chansons d'Emilio, Di sogni e illusioni, a également été inclus dans FERMOIMMAGINE DELUXE, la première et actuelle collection  résultats réels de Renga, publié après la participation du chanteur à la 62e Sanremo edition.
Depuis 2013, Munda collabore avec le record italien étiquette Sugar Music.
En 2014, la chanson de Emilio Munda Puoi scegliere a été choisi par The Voice of Italy et finaliste participant Sanremo Veronica De Simone,  pour être inclus dans son album "Ti presento Maverick" . Peu de temps après, un nouvel album / collection par Francesco Renga, nommé "The Platinum Collection" a été publié, avec deux chansons composées par Munda lui-même.
Le 10 juin 2014 Emilio Munda publie sa chanson Un mondo più vero comme quatrième titre du nouvel album A passi piccoli par Michele Bravi, gagnant de la septième édition de X-Factor Italie.
Depuis 2015, il écrit et produit des chansons pour de nombreux artistes, notamment "Dear Jack", "Gemelli Diversi", "Tony Esposito", "Nina Zilli", i "Nomadi", "Valerio Scanu" et bien d'autres, en collaborant à nouveau avec "Michele Bravi" au nouvel album "Anime di carta".
En 2019, il remporte le podium du 69e Sanremo edition en tant qu'auteur et compositeur de la chanson Musica che resta, interprétée par le groupe international "Il Volo"

## Discographie

### Chansons principales
Les collaborations sont indiqués entre parenthèses dans la section de titre.
| Année | Chansons                                                                                                   | Artiste/Interprète                 | Album                                  |
| ----- | --- | ---------------------------------- | -------------------------------------- |
| 2008  | Non c'è contatto (Compositeur et auteur avec Silvia Mezzanotte et Matteo Gaggioli)                         | Silvia Mezzanotte                  | Lunatica                               |
| 2008  | Ma il buio (Compositeur et auteur avec Silvia Mezzanotte et Matteo Gaggioli)                               | Silvia Mezzanotte                  | Lunatica                               |
| 2008  | Un tuffo nel vuoto (Compositeur et auteur avec Piero Romitelli)                                            | Pquadro                            | A24                                    |
| 2009  | Cerco ancora te (Compositeur avec Matteo Gaggioli)                                                         | Umberto Tozzi                      | Non solo live                          |
| 2010  | Anime di vetro (Compositeur et auteur avec Piero Romitelli et Pietro Napolano)                             | Pquadro                            | Anime di vetro                         |
| 2010  | Stai con me (Compositeur et auteur avec Francesco Renga)                                                   | Francesco Renga                    | Un giorno bellissimo                   |
| 2010  | Di sogni e illusioni (Auteur avec Francesco Renga) (Compositeur avec Francesco Renga et Piero Romitelli)   | Francesco Renga                    | Un giorno bellissimo                   |
| 2012  | Il gusto del caffè (Compositeur, auteur et producteur avec Piero Romitelli)                                | Valeria Romitelli                  | Une seule piste                        |
| 2014  | Puoi scegliere (Compositeur et auteur avec Piero Romitelli)                                                | Veronica De Simone                 | Ti presento Maverick                   |
| 2014  | Un mondo più vero (Compositeur et auteur avec Piero Romitelli)                                             | Michele Bravi                      | A passi piccoli                        |
| 2015  | Le strade del mio tempo (Compositeur et auteur avec Piero Romitelli)                                       | Dear Jack                          | Domani è un altro film (Seconda parte) |
| 2015  | La vita è una danza (Compositeur et auteur avec Piero Romitelli)                                           | Manuel Foresta                     | Colori primari                         |
| 2015  | Nella bocca della gente (Compositeur et auteur avec Piero Romitelli)                                       | Manuel Foresta                     | Colori primari                         |
| 2015  | C'è ancora tempo (Compositeur et auteur avec Davide Mogavero et Francesco Migliacci)                       | Davide Mogavero                    | Davide Mogavero                        |
| 2016  | Semplicemente sarebbe più vero (Compositeur, auteur et producteur)                                         | Alina Nicosia                      | Une seule piste                        |
| 2016  | Immagina (Compositeur, auteur et producteur)                                                               | Alina Nicosia                      | Une seule piste                        |
| 2016  | La fiamma (Compositeur et auteur avec Piero Romitelli et Mario Cianchi)                                    | Gemelli Diversi                    | Uppercut                               |
| 2016  | Un soffio dal traguardo (Compositeur et auteur avec Piero Romitelli et Mario Cianchi)                      | Gemelli Diversi                    | Uppercut                               |
| 2017  | Basta (Producteur. Compositeur avec Claudia Megrè et Lorenzo Campani)                                      | Lorenzo Campani feat Claudia Megrè | Une seule piste                        |
| 2017  | City on the Lake (Arrangeur avec Frank Ricci et Tony Esposito)                                             | Frank Ricci feat Tony Esposito     | A Big Dream II                         |
| 2017  | Riverbero (Compositeur, auteur et producteur avec Piero Romitelli)                                         | Ylenia Lucisano                    | Une seule piste                        |
| 2017  | Il tempo di reagire (Producteur. Compositeur et auteur avec Simonetta Spiri et Mario Cianchi)              | Simonetta Spiri                    | Une seule piste                        |
| 2017  | Solo un bacio (Producteur avec Piero Romitelli. Compositeur et auteur avec Davide Sartore et Diego Ceccon) | Ylenia Lucisano                    | Une seule piste                        |
| 2017  | Per un niente (Compositeur et auteur avec Piero Romitelli)                                                 | Nina Zilli                         | Modern Art                             |
| 2017  | Follia indolore (Compositeur et auteur avec Piero Romitelli)                                               | Frances Ascione                    | Une seule piste                        |
| 2017  | Può succedere (Compositeur et auteur avec Beppe Carletti)                                                  | Nomadi                             | Nomadi dentro                          |
| 2017  | Il sole contro (Compositeur et auteur avec Piero Romitelli, Federica Abbate, Michele Bravi, Cheope)        | Michele Bravi                      | Anime di carta - Nuove pagine          |
| 2018  | Capovolgo il mondo (Compositeur et auteur avec Davide Sartore e Diego Ceccon)                              | Valerio Scanu                      | DIECI                                  |
| 2018  | L'ultimo spettacolo (Compositeur et auteur avec Giulio Pretto)                                             | Valerio Scanu                      | DIECI                                  |
| 2019  | Musica che resta (Compositeur et auteur avec Piero Romitelli e Gianna Nannini)                             | Il Volo                            | Musica                                 |

### Majeur albums
| Année | Album                                  | Artiste/Interprète |
| ----- | -------------------------------------- | ------------------ |
| 2008  | Lunatica                               | Silvia Mezzanotte  |
| 2008  | A24                                    | Pquadro            |
| 2009  | Non solo live                          | Umberto Tozzi      |
| 2010  | Anime di vetro                         | Pquadro            |
| 2010  | Nell'aria                              | Silvia Mezzanotte  |
| 2010  | Un giorno bellissimo                   | Francesco Renga    |
| 2012  | Fermoimmagine Deluxe                   | Francesco Renga    |
| 2012  | Yesterday                              | Umberto Tozzi      |
| 2014  | Ti presento Maverick                   | Veronica De Simone |
| 2014  | The Platinum Collection                | Francesco Renga    |
| 2014  | A passi piccoli                        | Michele Bravi      |
| 2014  | Il Meglio                              | Francesco Renga    |
| 2015  | Domani è un altro film (Seconda parte) | Dear Jack          |
| 2015  | Colori Primari                         | Manuel Foresta     |
| 2015  | Davide Mogavero                        | Davide Mogavero    |
| 2016  | Mezzo respiro                          | Dear Jack          |
| 2016  | Uppercut                               | Gemelli Diversi    |
| 2017  | A Big Dream II                         | Frank Ricci        |
| 2017  | Modern Art                             | Nina Zilli         |
| 2017  | Nomadi dentro                          | Nomadi             |
| 2017  | Anime di carta - Nuove pagine          | Michele Bravi      |
| 2018  | Modern Art Sanremo Edition             | Nina Zilli         |
| 2018  | DIECI                                  | Valerio Scanu      |
| 2019  | Musica                                 | Il Volo            |